# تاماس إيغرسيغي
تاماس إيغرسيغي (بالمجرية: Egerszegi Tamás)‏ هو لاعب كرة قدم مجري في مركز الوسط، ولد في 2 أغسطس 1991 في Dunakeszi ‏ في المجر. شارك مع منتخب المجر تحت 21 سنة لكرة القدم. أما مع النوادي، فقد لعب مع نادي أويبست ونادي ديوسجوري ونادي سينت ترويدن.

## وصلات خارجية
- تاماس إيغرسيغي على موقع الاتحاد الأوربي (الإنجليزية)
- تاماس إيغرسيغي على موقع قاعدة بيانات كرة القدم.إي يو (الإنجليزية)
- تاماس إيغرسيغي على موقع Soccerway.com (الإنجليزية)
- تاماس إيغرسيغي على موقع عالم كرة القدم.نت (الإنجليزية)